# Нутрицевтик

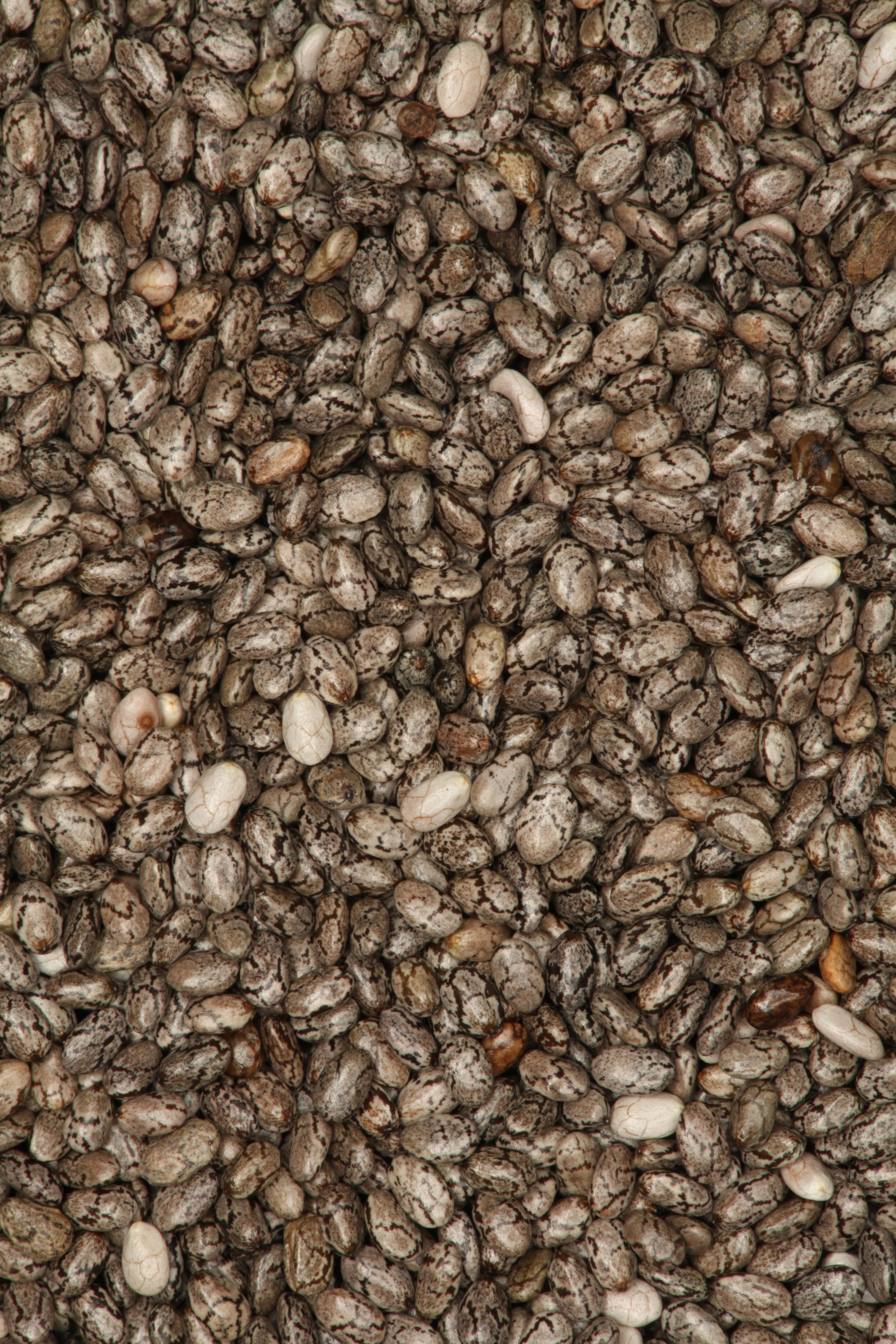
Семена чиа, богатые α-линоленовой кислотой

Нутрицевтики (англ. nutraceuticals) — термин, относящийся к биологически активным добавкам и различным пищевым продуктам. В законодательстве стран мира используются различные определения «нутрицевтиков».

## Международное положение

### Евросоюз
В соответствии с нормами Европейского агентства по лекарственным средствам (EMEA) нутрицевтики имеют статус свободно продаваемых товаров, то есть их продажа разрешается на тех же основаниях, что и других продуктов питания (в частности, при соответствии нормам безопасности, заявленному составу и т. п.), то есть витамины и минеральные вещества, фитопродукты и другие нутрицевтики в лекарственной форме, если они не зарегистрированы в соответствии с законодательством в качестве лекарственных средств, то приравниваются к продуктам питания. Но каждая из стран Евросоюза имеет собственные нормы по производству и контролю за оборотом нутрицевтиков.
В Англии оборот нутрицевтиков подпадает под действие так называемого «UK Medicines Act», который приведен в соответствие с европейским законодательством в 1995 г. Этот документ предусматривает необходимость получения специальной лицензии для производства, экспорта и продажи нутрицевтиков на территории страны.
В Германии качество нутрицевтиков регламентируют два документа: «Положение о деятельности аптек» и «Предписание о декларации пищевой ценности». В Австрии для характеристики нутрицевтиков существует такое определение, как «Verzehrprodukte» (среднее между пищевыми продуктами и лекарственными средствами). Продажа их осуществляется после соответствующей сертификации. Правовые акты, определяющие порядок оборота нутрицевтиков, разработаны также в Бельгии, Нидерландах и Греции.

### Канада
Согласно законодательству Канады, нутрицевтики могут быть реализованы в качестве пищи или в качестве лекарственного средства; термины «нутрицевтики» и «функциональные продукты питания» юридически не различаются; любым из этих терминов можно обозначать продукт «отделённый или очищенный от пищевых продуктов, продаваемый в основном в лекарственной форме, обычно не ассоциирующейся с пищей, и с объявлением о том, что данный продукт способен улучшить физиологическое состояние или защитить от хронического заболевания».

### Россия
Термин «нутрицевтик» не определен в законодательстве РФ. В зависимости от компонентов (вида нутрицевтиков) и состава и формы продукта или препарата, а также производственной технологии (фармацевтия или продукты питания), с которыми он поступает в продажу, продукт может быть классифицирован как препарат — биологически активная добавка (выпускается на фармпроизводстве в форме лекарственных препаратов) или как пищевой ингредиент, продукт питания с диетическими или иными свойствами (выпускается продуктовыми производителями).

### США
Термин «нутрицевтик» (англ. nutraceutical) не определён в законодательстве США. В зависимости от своего состава и торговой маркировки, продукт может быть признан биологически активным веществом, биологически активной добавкой, пищевым ингредиентом или пищевым продуктом.

### Япония
Япония одна из первых стран в 1989 году приняла закон об улучшении питания. Японское правительство признает функциональное питание как альтернативу медикаментозной терапии и определяет его как Food for Specific Health Use (FOSHU).Закон об улучшении питания в Японии включает в себя пять категорий «Продуктов для питания организма человека специального диетического использования»:
- сухое молоко для беременных и кормящих женщин;
- сухое молоко по особому рецепту для младенцев;
- продукты для питания людям пожилого возраста, которым трудно пережевывать и глотать;
- единичные продукты для питания больными (то есть продукты с натрием, калориями, белком, лактозой, а также противоаллергические) и группы продуктов для диет с низким содержанием натрия, для диабетиков, для лиц с болезнями печени и старческой тучностью;
- продукты для питания специального оздоровительного использования (FOSHU).

### Мировой рынок
Мировые стандарты качества нутрицевтиков пока не приняты, что затрудняет оценку качества и эффективности таких продуктов, экспортируемых из различных стран. Зачастую производители заявляют о наличии органически выращенных или «экзотических» ингредиентов в своей продукции, но у данных терминов нет общепринятых во всём мире определений, и подобные утверждения поставщиков не говорят ничего конкретного о качестве и безопасности нутрицевтиков. Отдельные компании в погоне за прибылью могут в свою экспортную продукцию намеренно включать дешёвые низкокачественные или неэффективные ингредиенты.
Тем не менее, проведённое в 2012 году маркетинговое исследование показало, что продажи нутрицевтиков (включая биологически активные добавки: витаминные, минеральные, растительные и другие, а также функциональные пищевые продукты и напитки) и имеют устойчивую тенденцию к росту, и к 2018 году могут достичь 250 млрд. долларов США.

## Классификация нутрицевтиков

### Биологически активные добавки

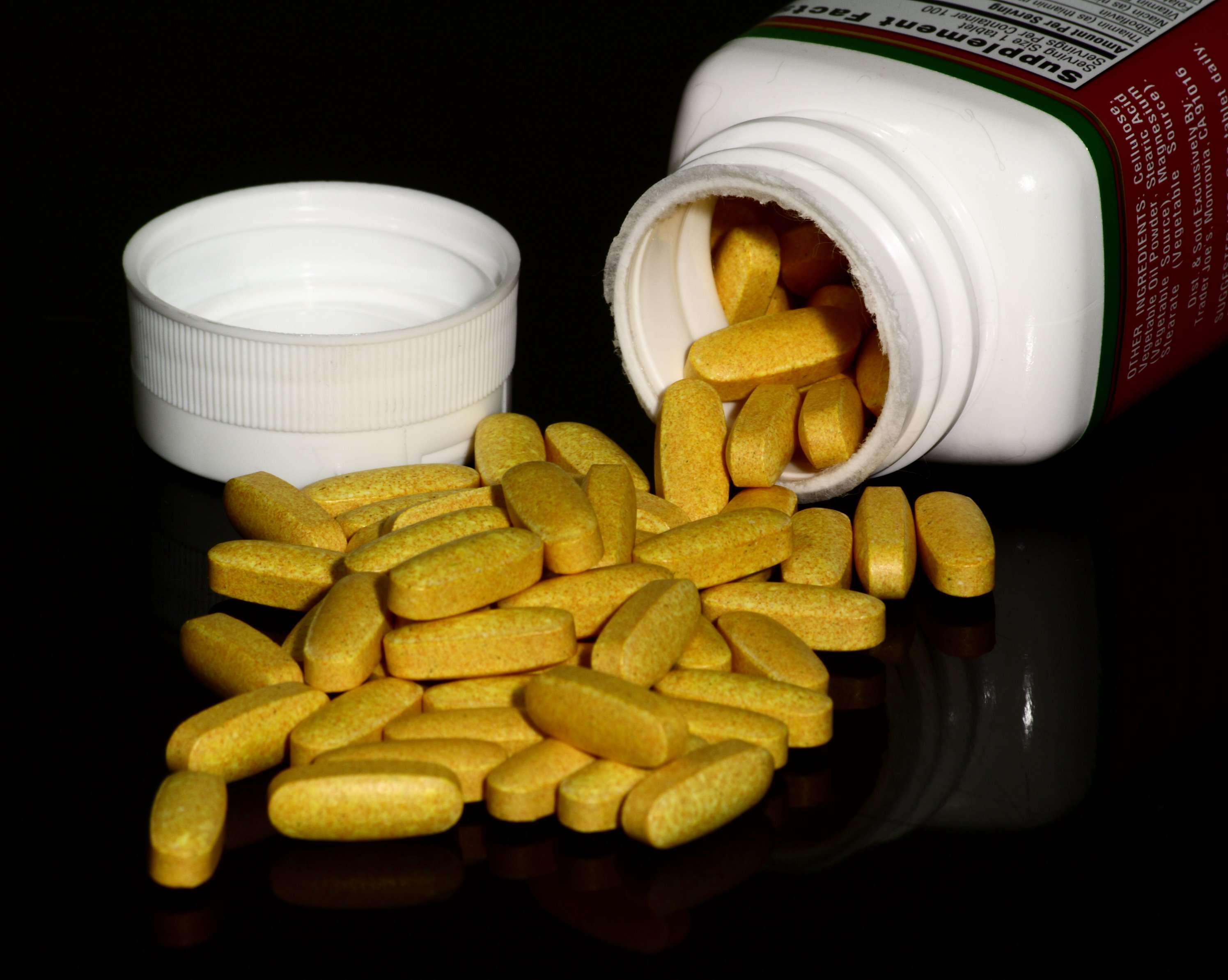

Биологически активная добавка (англиц. «диетическая добавка» от dietary supplement; использовать как синоним «пищевая добавка» — ошибка) содержит питательные вещества, полученные из пищевых продуктов и сконцентророванные в форме жидкости или в виде капсула. В США «Закон о пищевых добавках в здравоохранении и образовании» (англ. Dietary Supplement Health and Education Act, DSHEA), принятый в 1994 году, определил этот термин как:

пищевая добавка — продукт, предназначенный для приёма внутрь перорально, который содержит тот или иной «диетический ингредиент», предназначенный для дополнения пищевого рациона. К «диетическим ингредиентам» этих продуктов могут относиться: витамины, минералы, лекарственные и другие растения, аминокислоты, а также вещества вроде энзимов, органической клетчатки, желез и метаболитов. Пищевые добавки могут быть в виде экстрактов и концентратов, и в различных формах, таких как таблетки, капсулы, софтгели, гель-капсулы, жидкости и порошки
Оригинальный текст (англ.)A dietary supplement is a product taken by mouth that contains a "dietary ingredient" intended to supplement the diet. The "dietary ingredients" in these products may include: vitamins, minerals, herbs or other botanicals, amino acids, and substances such as enzymes, organ tissues, glandulars, and metabolites. Dietary supplements can also be extracts or concentrates, and may be found in many forms such as tablets, capsules, softgels, gelcaps, liquids, or powders.

### Нутрицевтики в лекарственной форме
Нутрицевтики в лекарственной форме (БАД) — это продукт (лекарственная форма) полученный на фармацевтическом производстве в котором в качестве действующего вещества используются один или несколько ингредиентов, полученных из лекарственных растений или органических соединений предоставляющих дополнительные преимущества для здоровья. В зависимости от юрисдикции, нутрицевтики в лекарственной форме могут быть признаны и использованы как лекарственные средства (например Витамины). Разделяют нутрицевтики в лекарственной форме по мере их направления воздействия, предназначенными для того, чтобы :
- предотвратить хронические заболевания,
- улучшить здоровье,
- задержать процесс старения,
- повысить продолжительность жизни,
- поддерживать структуру или функции организма.

Биологически активные добавки в лекарственной форме в соответствии с ТР ТС 021 и ТР ТС 027 должны пройти обязательную регистрацию для допуска к продаже на территории Таможенного Союза. Количества и функциональные назначения всех добавок которые содержаться в продукции (препарате) должны быть согласованы и отражены на этикетке. Каждый препарат, допущенный к продаже на территории Таможенного союза в соответствии с ТР ТС 022, имеет регистрационный номер свидетельства о государственной регистрации (СоГР) и вносится в единую базу данных ЭБД НСИ.

### Нутрицевтики в продуктах питания
Выпуск нутрицевтиков в форме традиционных продуктов питания (функциональные продукты питания), используемые для повседневного питания и дополнительно обогащённых в процессе производства (нутрификация) активными веществами растительного или биологического происхождения (компонентами) ранее не присутствующими в этих продуктах. При таком производстве применяется система управления и контроля за безопасностью пищевых продуктов. Функциональные продукты в отличие от лекарственных форм БАДов имеют привычный потребителю вид и не требуют  столь жёсткую сертификацию.